# Мохаммед Абделлауї
Мохаммед Абделлауї (норв. Mohammed Abdellaoue, араб. محمد عبد اللاوي‎, нар. 23 жовтня 1985, Осло) — норвезький футболіст, що грав на позиції нападника, зокрема, за німецький «Ганновер 96», а також національну збірну Норвегії.

## Клубна кар'єра
Народився 23 жовтня 1985 року в місті Осло. Вихованець юнацьких команд футбольних клубів «Гасле-Лерен» і «Скейд».
У дорослому футболі дебютував 2003 року виступами за основну команду «Скейда», що змагалася у другому за силою норвезькому дивізіоні. 
Після п'яти сезонів у рідній команді був запрошений 2008 року до вищелігової «Волеренги», в якій відразу почав отримувати ігровий час. У своєму першому сезоні в еліті норвезького футболу з дев'ятьма голами у 23 матчах першості став найкращим бомбардиром своєї команди. 2009 року результативність Мохаммеде дещо погіршилася, але сезон 2010 року нападник розпочав надзвичайно потужно, встигнувши 15 разів вразити ворота суперників у перших 20 матчах чемпіонату.
Висока результативність гравця привернула до нього увагу представників сильніших чемпіонатів і ще до завершення сезону, у серпні 2010 року він уклав чотирирічний контракт з клубом «Ганновер 96» з німецької Бундесліги. У німецькому чемпіонаті норвежець швидко адаптувався, записавши на свій рахунок 10 голів у своєму дебютному сезоні в Ганновері. наступного сезону він видав серію із семи матчів, в яких не йшов з поля без забитого гола, чим привернув до себе увагу представників найсильніших клубів Німеччини, зокрема мюнхенської «Баварії». Утім нападник продовжив виступи за «Ганновер». У сезоні 2012/13 йому вдалося відзначитись лише дев'ятьма голами в усіх турнірах, враховуючи, що частину ігор він пропустив через травму, а в решті не завжди знаходився в оптимальній формі.
Влітку 2013 року за орієнтовні 4 мільйони євро перейшов до лав «Штутгарта», з яким уклав чотирирічний контракт. У новій команді в сезоні 2013/14 взяв участь лише у 12 іграх Бундесліги, забивши один гол, а згодом взагалі був відправлений до резервної команди відновлювати ігрові кондиції.
Утім вийти на свій колишній рівень гри нападнику не вдалося, і влітку 2015 року він залишив Німеччину, повернувшись до норвезької «Волеренги». Утім і на батьківщині Абделлауї більше відновлювався після травм та їх рецидивів ніж грав, і врешті-решт 2017 року 32-річний футболіст був змушений оголосити про завершення кар'єри.

## Виступи за збірні
2003 року дебютував у складі юнацької збірної Норвегії (U-18), загалом на юнацькому рівні взяв участь у 7 іграх, відзначившись 3 забитими голами.
2005 року залучався до складу молодіжної збірної Норвегії. На молодіжному рівні зіграв в одному офіційному матчі.
2008 року дебютував в офіційних матчах у складі національної збірної Норвегії. Протягом кар'єри у національній команді, яка тривала 8 років, провів у її формі 33 матчі, забивши 7 голів.
| Дата       | Місто          | Господарі         | Результат | Гості      | Турнір            | Голи | Примітки |
| ---------- | -------------- | ----------------- | --------- | ---------- | ----------------- | ---- | -------- |
| 20-8-2008  | Осло           | Норвегія          | 1 – 1     | Ірландія   | товариський матч  | -    |          |
| 19-11-2009 | Дніпро (місто) | Україна           | 1 – 0     | Норвегія   | товариський матч  | -    |          |
| 28-3-2009  | Рустенбург     | ПАР               | 2 – 1     | Норвегія   | товариський матч  | -    |          |
| 1-4-2009   | Осло           | Норвегія          | 3 – 2     | Фінляндія  | товариський матч  | -    |          |
| 2-6-2010   | Осло           | Норвегія          | 0 – 1     | Україна    | товариський матч  | -    |          |
| 11-8-2010  | Осло           | Норвегія          | 2 – 1     | Франція    | товариський матч  | -    |          |
| 3-9-2010   | Рейк'явік      | Ісландія          | 1 – 2     | Норвегія   | Відбір до ЧЄ 2012 | 1    |          |
| 7-9-2010   | Осло           | Норвегія          | 1 – 0     | Португалія | Відбір до ЧЄ 2012 | -    |          |
| 8-10-2010  | Ларнака        | Кіпр              | 1 – 2     | Норвегія   | Відбір до ЧЄ 2012 | -    |          |
| 12-10-2010 | Загреб         | Хорватія          | 2 – 1     | Норвегія   | товариський матч  | 1    |          |
| 9-2-2011   | Фару           | Польща            | 1 – 0     | Норвегія   | товариський матч  | -    |          |
| 26-3-2011  | Осло           | Норвегія          | 1 – 1     | Данія      | Відбір до ЧЄ 2012 | -    |          |
| 5-6-2011   | Лісабон        | Португалія        | 1 – 0     | Норвегія   | Відбір до ЧЄ 2012 | -    |          |
| 7-6-2011   | Осло           | Норвегія          | 1 – 0     | Литва      | товариський матч  | -    |          |
| 10-8-2011  | Осло           | Норвегія          | 3 – 0     | Чехія      | товариський матч  | 2    |          |
| 2-9-2011   | Осло           | Норвегія          | 1 – 0     | Ісландія   | Відбір до ЧЄ 2012 | 1    |          |
| 6-9-2011   | Копенгаген     | Данія             | 2 – 0     | Норвегія   | Відбір до ЧЄ 2012 | -    |          |
| 12-11-2011 | Кардіфф        | Уельс             | 4 – 1     | Норвегія   | товариський матч  | -    |          |
| 29-2-2012  | Белфаст        | Північна Ірландія | 0 – 3     | Норвегія   | товариський матч  | -    |          |
| 26-5-2012  | Осло           | Норвегія          | 0 – 1     | Англія     | товариський матч  | -    |          |
| 15-8-2012  | Осло           | Норвегія          | 2 – 3     | Греція     | товариський матч  | -    |          |
| 7-9-2012   | Рейк'явік      | Ісландія          | 2 – 0     | Норвегія   | Відбір до ЧС 2014 | -    |          |
| 11-9-2012  | Осло           | Норвегія          | 2 – 1     | Словенія   | Відбір до ЧС 2014 | -    |          |
| 14-11-2012 | Будапешт       | Угорщина          | 0 – 2     | Норвегія   | товариський матч  | 1    |          |
| 22-3-2013  | Осло           | Норвегія          | 0 – 1     | Албанія    | Відбір до ЧС 2014 | -    |          |
| 14-8-2013  | Стокгольм      | Швеція            | 4 – 2     | Норвегія   | товариський матч  | 1    |          |
| 6-9-2013   | Осло           | Норвегія          | 2 – 0     | Кіпр       | Відбір до ЧС 2014 | -    |          |
| 11-10-2013 | Марибор        | Словенія          | 3 – 0     | Норвегія   | Відбір до ЧС 2014 | -    |          |
| 15-10-2013 | Осло           | Норвегія          | 1 – 1     | Ісландія   | Відбір до ЧС 2014 | -    |          |
| 15-11-2013 | Гернінг        | Данія             | 2 – 1     | Норвегія   | товариський матч  | -    |          |
| 19-11-2013 | Молде          | Норвегія          | 0 – 1     | Шотландія  | товариський матч  | -    |          |
| 5-3-2014   | Прага          | Чехія             | 2 – 2     | Норвегія   | товариський матч  | -    |          |
| 28-3-2015  | Загреб         | Хорватія          | 5 – 1     | Норвегія   | Відбір до ЧЄ 2016 | -    |          |
| Усього     |                | Матчів            | 33        |            | Голів             | 7    |          |

## Титули і досягнення

### Командні
- Володар Кубка Норвегії (1):

«Волеренга»: 2008

### Особисті
- Футболіст року в Новрегії: 2011